# Лонкила, Пааво
Пааво Лонкила (фин. Paavo Lonkila; 11 января 1923, Киурувеси, Куопио — 22 сентября 2017, Киурувеси, Восточная Финляндия) — финский лыжник, олимпийский чемпион, призёр чемпионата мира.

## Карьера
На Олимпийских играх 1952 года в Осло стал олимпийским чемпионом в эстафетной гонке, в которой бежал второй этап, уйдя на свой этап лидером с преимуществом от второго места в 1 минуту 18 секунд, ещё более увеличил отрыв от занимавшей второе место сборной Норвегии, выигрывая у неё к концу этапа 2,5 минуты. Кроме золота в эстафете, завоевал бронзу в гонке на 18 км, 11 секунд проиграв занявшему второе место Тапио Мякеля и 4 секунды выиграв у ставшего четвёртым Хейкки Хасу. В гонке на 50 км участия не принимал.
На чемпионате мира-1950 в Лейк-Плэсиде завоевал серебро в эстафете. Лучшим достижением Лонкилы в личных гонках на чемпионатах мира является 5-е место в гонке на 18 км на том же чемпионате 1950 года.
На чемпионатах Финляндии побед не имел, дважды становился вторым и дважды третьим.
После завершения спортивной карьеры работал в сфере сельского хозяйства.